# Świątynia Chaotian

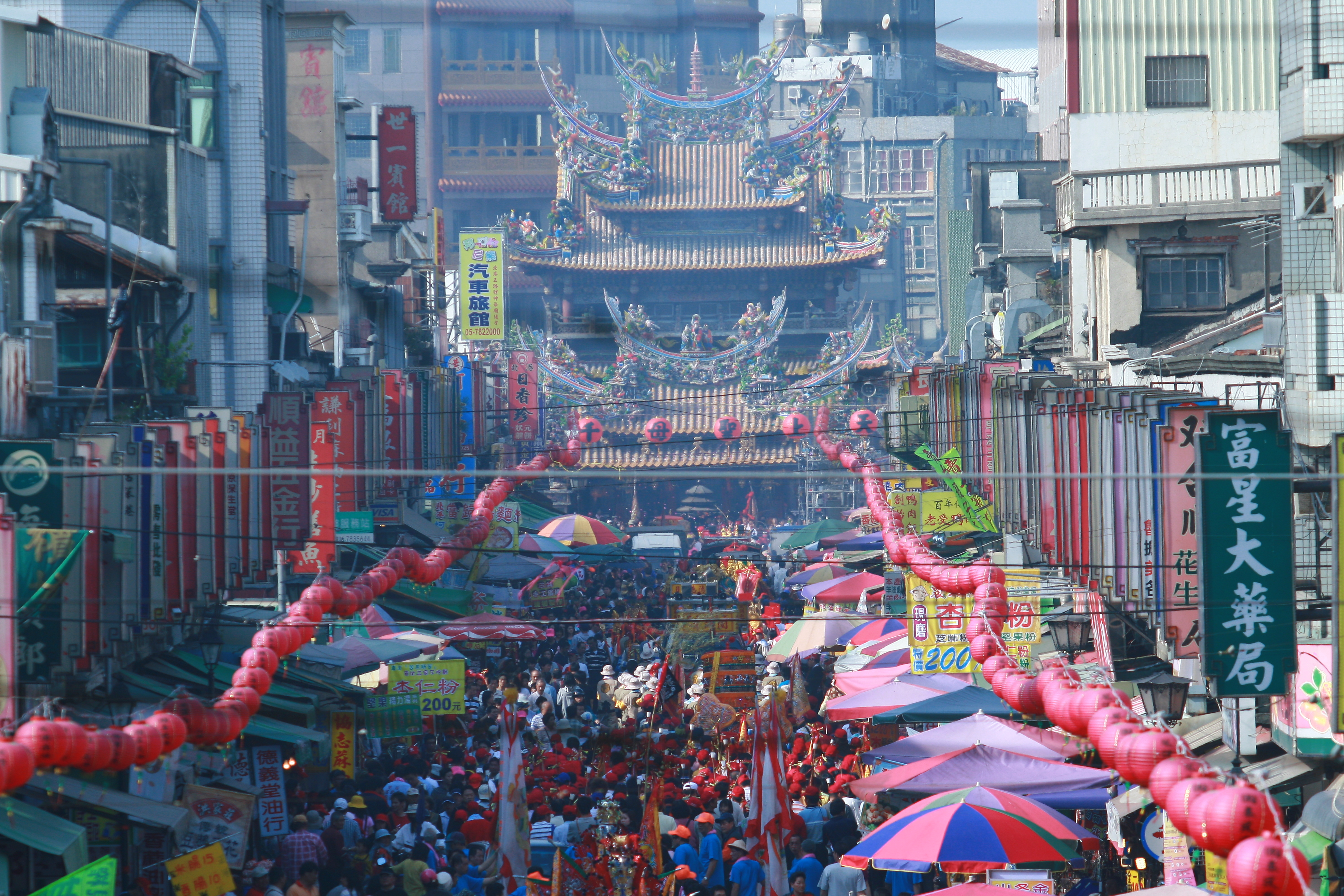
Obchody urodzin Mazu przed wejściem do świątyni, 2009 r.

Świątynia Chaotian (chiń. upr. 北港朝天宫; chiń. trad. 北港朝天宮; pinyin Běigǎng Cháotiān Gōng; pe̍h-ōe-jī Pak-káng-tiâu-thian-kiong) – świątynia znajdująca się w miejscowości Beigang w powiecie Yunlin na Tajwanie. Poświęcona bogini morza Mazu, stanowi główne miejsce jej kultu na wyspie i jest jedną z najstarszych świątyń Tajwanu. Słynie z bogatych zdobień architektonicznych i licznych dzieł sztuki.
Świątynię wzniesiono w 1694 roku, umieszczając w niej przywiezioną z Meizhou w Guangdongu przez mnicha Shu Bi (樹璧) figurę Mazu. Dziś stanowi jedno z najważniejszych miejsc kultu buddyjskiego na wyspie i ośrodek pielgrzymek, zwłaszcza podczas Święta Latarni oraz w urodziny Mazu, kiedy to na ulicach miasta odbywa się parada. Świątynia jest także miejscem kultu innych bóstw, m.in. Guanyin i Wenchanga.